# Genlis Piñero
Genlis Alberto Piñero Novoa (Ciudad Guayana, Estado Bolívar, Venezuela; 6 de julio de 1989) es un futbolista venezolano. Juega de delantero y su equipo actual es el Estudiantes de Caracas de la Primera División de Venezuela.

## Trayectoria

### Profesional
| Club                   | País      | Año         | Partidos | Goles |
| ---------------------- | --------- | ----------- | -------- | ----- |
| Atlético El Vigía      | Venezuela | 2009-2011   | 29       | 12    |
| Aragua FC              | Venezuela | 2011-2012   | 6        | 0     |
| Trujillanos FC         | Venezuela | 2012-2013   | 24       | 8     |
| Carabobo FC            | Venezuela | 2013        | 1        | 0     |
| ACD Lara               | Venezuela | 2014        | 1        | 0     |
| Deportivo Petare       | Venezuela | 2014-2015   | 21       | 1     |
| Estudiantes de Caracas | Venezuela | 2015-Actual | 15       | 1     |